# Orde van de Duitse Redelijkheid

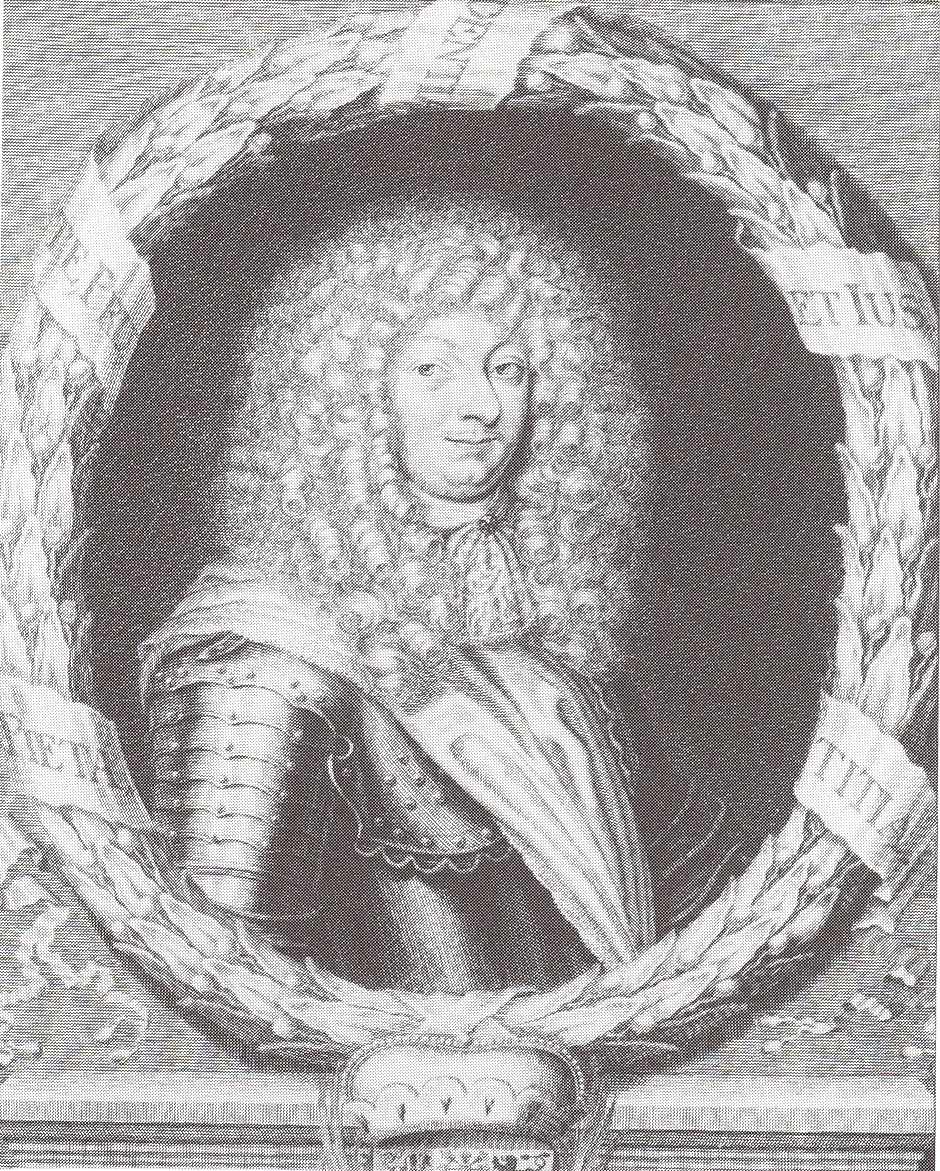
Frederik I van Saksen-Gotha

De Orde van de Duitse Redelijkheid (Duits: Orden der deutschen Redlichkeit) was een Duitse ridderorde.
De in 1690 door Frederik I van Saksen-Gotha-Altenburg ingestelde orde had het karakter van een hoforde. De orde werd binnen de hofhouding uitgereikt als teken van verbondenheid. Als bijzonder teken van de hertogelijke gunst werd de orde aan een klein aantal ministers toegekend.
Het versiersel of juweel van de orde was een op de borst gedragen medaillon met de initiaal F. Op de keerzijde zijn twee in elkaar gelegde handen, symbool van vriendschap, afgebeeld. Op de ring staan het motto Fideliter et constanter.
Zoals in de 18e eeuw vaak het geval was overleefde de orde de dood van zijn stichter in 1700 niet. In 1833 grepen drie regerende hertogen uit het Ernestijnse Huis terug op de traditie van de Orde van de Duitse Redelijkheid. Zij stichtten de Hertogelijk Saksisch-Ernestijnse Huisorde met hetzelfde motto maar met een ander versiersel. 